# NGC 5460
NGC 5460 ist die Bezeichnung für einen offenen Sternhaufen im Sternbild Zentaur. NGC 5460 hat einen Durchmesser von 35 Bogenminuten und eine Helligkeit von 5,6 mag. Er ist etwa 2.200 Lichtjahre von der Erde entfernt. Das Objekt wurde am 7. Mai 1826 von James Dunlop entdeckt.